# A型主系列星
A型主系列星 (Aがたしゅけいれつせい、英: A-type main-sequence star) は、スペクトル型がA、光度階級がVの、核で水素の核融合反応を起こしている主系列星である。太陽の1.4倍から2.1倍の質量を持ち、表面温度は 7600 K から 10000 K の間である。
この型に属する恒星は、スペクトル中の強い水素のバルマー系列の吸収線によって区別される。主系列星全体のうち、A型主系列星が占める割合は 0.5% に過ぎないと考えられている。アルタイル、シリウスA、ベガ等がこの型に分類される。

## 特性
| スペクトル 分類 | 質量 (M☉) | 半径 (R☉) | Mv  | Teff (K) |
| --------------- | --------- | --------- | --- | -------- |
| A0V             | 2.40      | 1.87      | 0.7 | 9727     |
| A2V             | 2.19      | 1.78      | 1.3 | 8820     |
| A5V             | 1.86      | 1.69      | 2.  | 7880     |
| A6V             | 1.8       | 1.66      | 2.1 | 7672     |
| A7V             | 1.74      | 1.63      | 2.3 | 7483     |
| A8V             | 1.66      | 1.6       | 2.4 | 7305     |
| A9V             | 1.62      | 1.55      | 2.5 | 7112     |

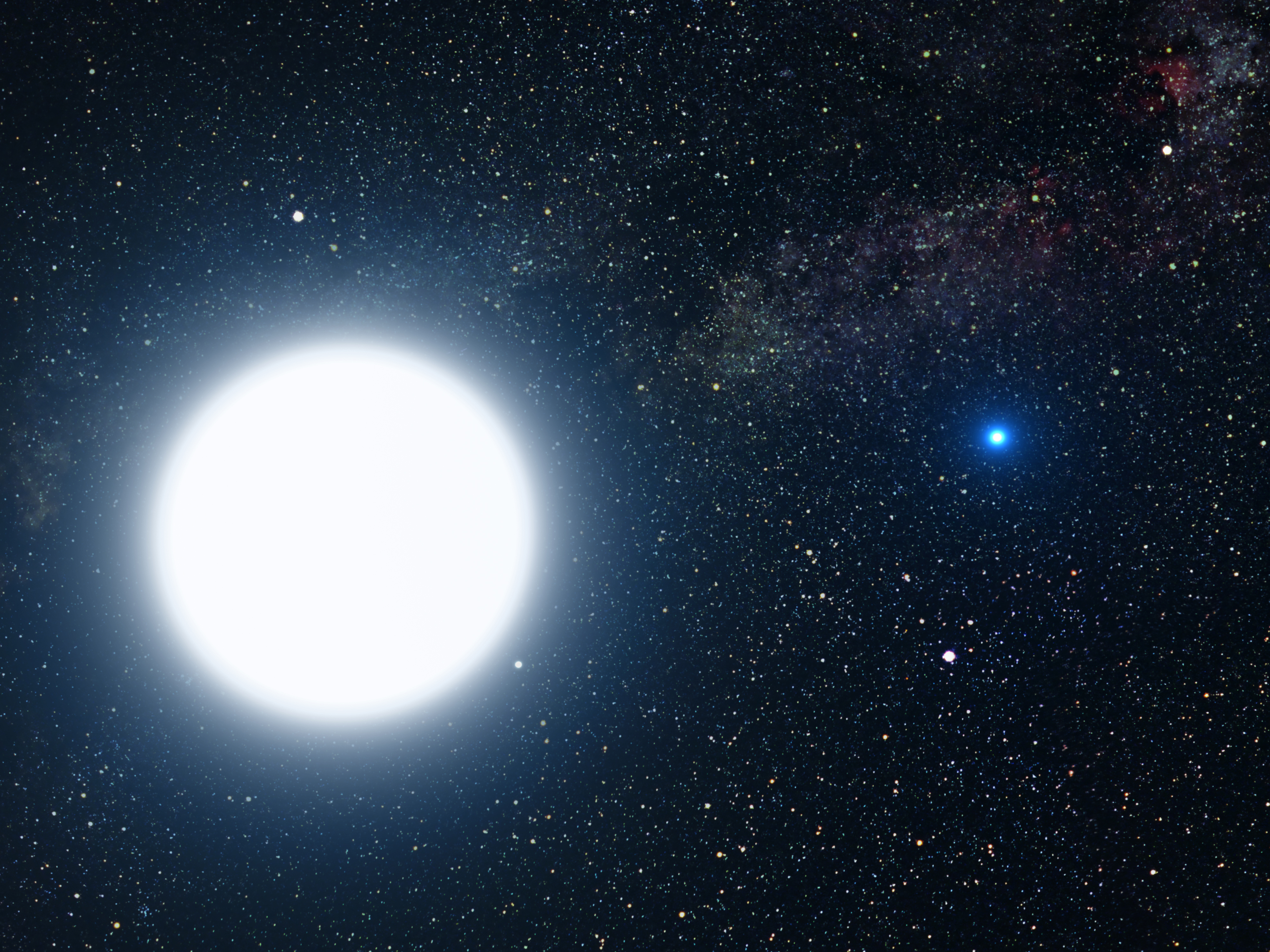
シリウスAとシリウスBの連星系の想像図。図中で大きく描かれている方がA型主系列星であるシリウスである。

A型主系列星は対流層を持っておらず、そのために恒星磁場を持っていないと予想される。その結果として、A型主系列星は強い恒星風を駆動することができず、強いX線を放射する機構を持たない。
2019年7月、天文学者らは 1755 km/s というこれまでに検出されたどの恒星よりも高速で運動するA型星 S5-HVS1 の発見を報告した。この恒星は南天のつる座の方向、地球から29000光年離れた位置にあり、銀河系の中心部にある超大質量ブラックホールいて座A*と重力的に相互作用を起こして弾き出されたものである可能性がある。

## スペクトル標準星

恒星のMK分類

ハロルド・レスター・ジョンソンとウィリアム・ウィルソン・モーガンによる1953年の改定されたスペクトル分類では、A型矮星 (主系列星) のスペクトル標準星として多くの恒星がリストアップされたが、これらの全てが現在までスペクトルの標準星として生き残っているわけではない。MK分類において "anchor points" と "dagger standards" として挙げられたA型主系列星、つまり現在までA型星の定義として変わらず用いられ続けている恒星には、ベガ (A0V)、おおぐま座γ星 (A0V)、フォーマルハウト (A3V) がある。モーガンとキーナンによる1973年のMK分類についての重要なレビュー論文では、A3VからF2Vまでの間の型には dagger standards としての標準星は挙げられていない。その後1978年に、HD 23886 がA5Vの標準星であることが示唆されている。
Richard Gray と Robert Garrison は、1987年と1989年の2本の論文で、A型矮星のスペクトル分類法についての最も最近の寄与を行った。これらの論文では、高速自転するA型星と低速自転するA型星についてのスペクトル標準をリストアップしており、例えば HD 45320 (A1V)、HD 88955 (A2V)、みずへび座2番星 (A7V)、こじし座21番星 (A7V)、くじら座44番星 (A9V) が含まれる。
モーガンの論文や Gray と Garrison による論文で挙げられているMK分類の標準星の他に、しし座δ星 (A4V) も標準星として用いられる。なお、A6VとA8Vについては標準星として挙げられたものはない。

## 惑星系
A型星は典型的には数億歳と若く、また多くは恒星単独での放射に予測されるよりも多くの赤外線波長での放射を行っている。これは赤外超過として知られる現象である。赤外超過は、恒星の周囲にある、惑星が形成されている現場であるデブリ円盤の塵からの放射が担っている。
太陽系外惑星のサーベイ観測では、重い惑星はA型星の周りで一般的に形成されることを示唆されるが、これらの惑星は視線速度法を用いて検出することは難しい。これは、A型主系列星は多くの場合非常に高速で自転しており、スペクトル線の線幅が非常に広くなってしまうため、公転する惑星によって引き起こされるスペクトル線のドップラー効果を測定するのが難しくなってしまうことが原因である。また、恒星のサイズが大きいために惑星が手前を横切った際の減光率も小さくなり、トランジット法でも検出は難しくなるという観測上の困難点が存在する。
しかしこのような重い恒星は進化して低温な赤色巨星となり、この段階では自転はより低速になるため、視線速度法を用いて測定することが可能になる。そのため、かつてA型主系列星であったと考えられる低温な巨星の周りに惑星を探すことで、A型主系列星周りでの惑星形成を理解しようという研究が行われている。2011年初頭の段階では、ポルックスやケフェウス座γ星、りゅう座ι星などの進化したK型巨星の周りに、30個程度の木星型惑星が発見されている。幅広い種類の恒星を対象とした視線速度法を用いた系外惑星サーベイ観測では、太陽の2倍の質量を持った恒星のうち6個に1個は、1個以上の木星サイズの惑星を持っていることが示されている。なお、太陽に類似した恒星の場合は16個に1個の割合である。

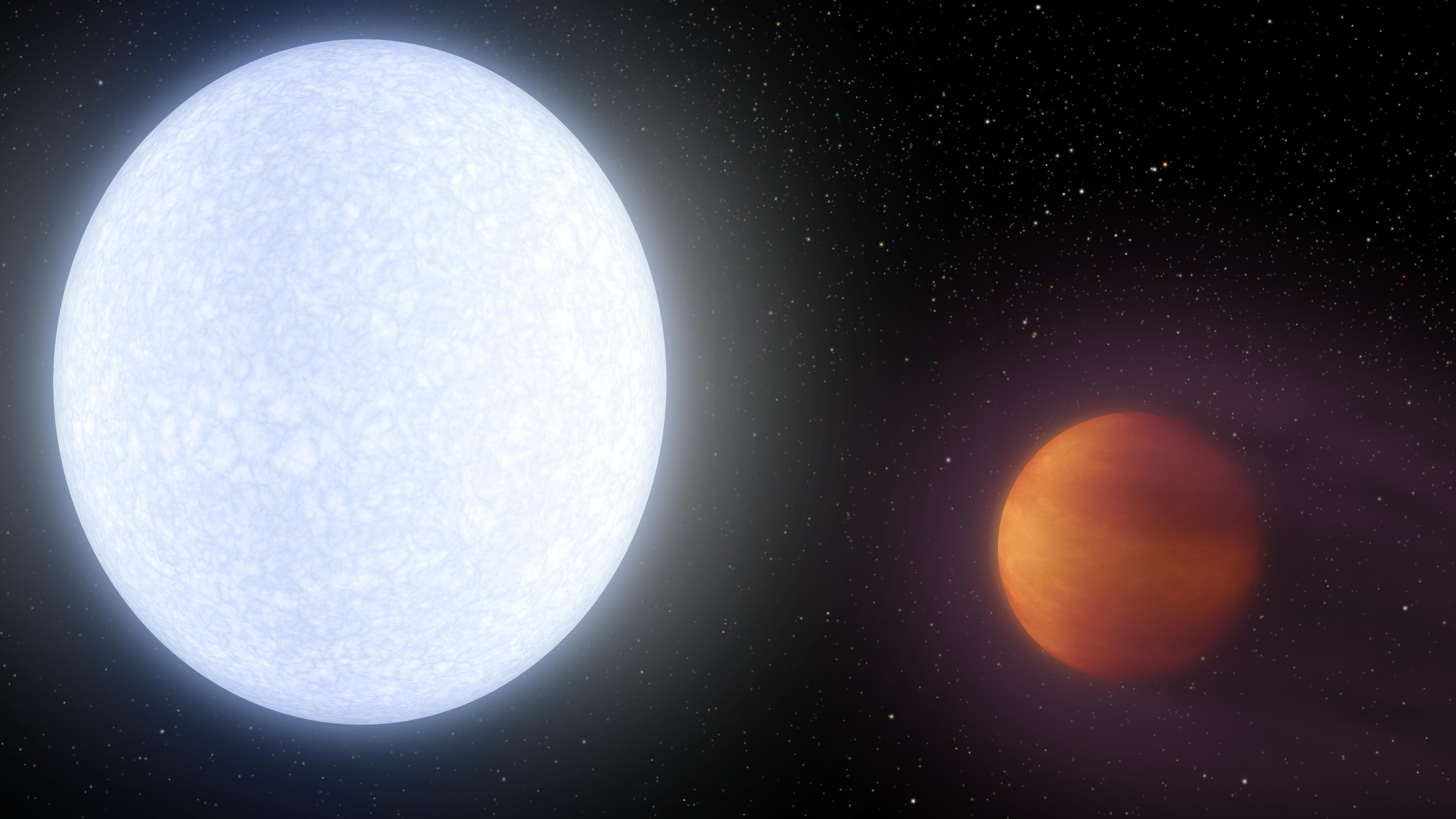
KELT-9 (左) と KELT-9b (右) の想像図。

上記の通りA型主系列星の周りでトランジット法を用いて系外惑星を検出するのは難しいが、近年では発見報告も存在する。2017年時点では、トランジットをする系外惑星はA型星の周りでは6個のみが発見されていた。また，より高温のB型星周りでは発見報告が存在しなかった。2017年に KELT-9 を公転する惑星 KELT-9b がトランジット法により発見されたが、この主星である KELT-9 のスペクトル型は A0V もしくは B9.5V と、A型主系列星とB型主系列星の境界に位置している。KELT-9b は平衡温度が 4050 K、恒星の放射を受けている昼面の温度は 4600 K とK型主系列星並みの高温となっており、2020年までに発見されている中で最も高温な系外惑星である。また主星の KELT-9 は、トランジットする系外惑星を持つことが確認されている恒星としては、最も高温で最も重く、最も光度が大きい恒星である。なお、2020年の時点で平衡温度が2番目に高い系外惑星は WASP-33b であり、主星の HD 15082 はA型主系列星 (A5V) である。2020年の時点では、A型星を公転する系外惑星は20個程度が検出されている (ただし主系列星だけではなく準巨星なども含む)。
その他に、系外惑星、あるいはその候補天体が発見されているA型星の例としては、フォーマルハウト、がか座β星、HD 95086 (惑星は HD 95086 b) がある。

## 主なA型主系列星
| 名称       | スペクトル 分類 | 星座       | 実視 等級 | 質量 (M☉) | 半径 (R☉)     | 光度 (L☉) | 距離 (光年) |
| ---------- | --------------- | ---------- | --------- | --------- | ------------- | --------- | ----------- |
| アルタイル | A7V             | わし座     | 0.76      | 1.79      | 1.63-2.03     | 10.6      | 16.73       |
| ベガ       | A0Va            | こと座     | 0.026     | 2.135     | 2.362 × 2.818 | 40.12     | 25.04       |
| シリウス   | A0mA1 Va        | おおいぬ座 | -1.47     | 2.063     | 1.711         | 25.4      | 8.60 ± 0.04 |